# Kamenné moře v Estonském národním skanzenu
Kamenné moře v Estonském národním skanzenu, estonsky Vabaõhumuuseumi Kivikülv, je kamenné moře tvořené bludnými balvany v Estonském národním skanzenu v Rocca al Mare na pobřeží Finského zálivu v městské čtvrti Haabersti ve městě Tallinn v kraji Harjumaa v Estonsku. Kamenné moře vzniklo jako pozůstatek činnosti ledovce z doby ledové. Balvany pocházejí z Finska. Kamenné moře je památkově chráněno od roku 1992.

## Další informace
Kamenné moře je přístupné jen po zaplacení vstupného do Estonského národního skanzenu.

## Galerie

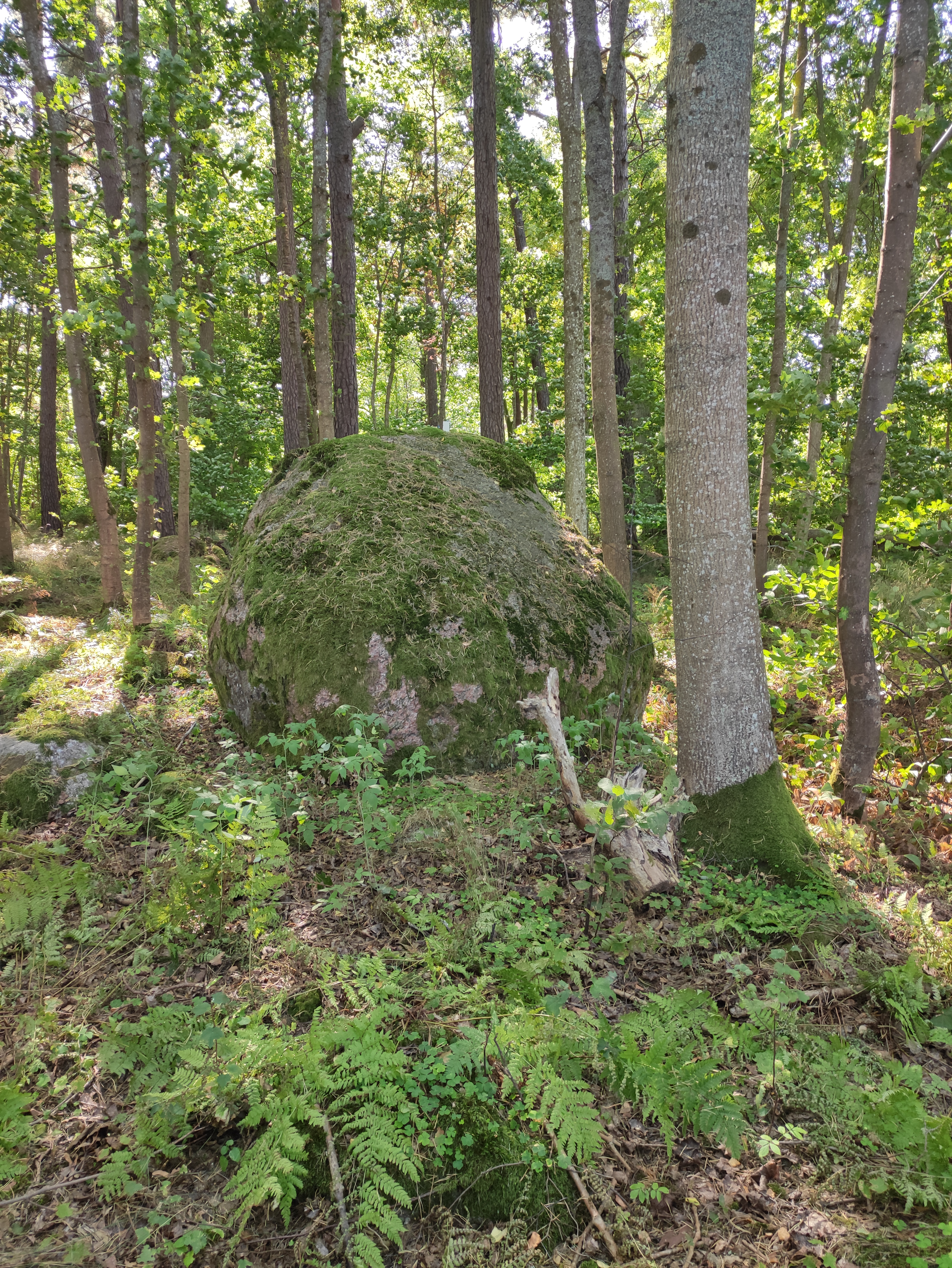